# غولدبرغ (الموسم 10)
غولدبرغ هو مسلسل كوميدي أمريكي عُرض الموسم العاشر والأخير منه لأول مرة في 21 سبتمبر 2022. وأُعلن في فبراير 2023 أنّ هذا الموسم سيكون الأخير، وبُثت الحلقة الأخيرة في 3 مايو 2023.

## ملخص السيناريو
مع وجود بيفرلي وحدها في منزل غولدبرغ بعد تخرج ثلاثة من أبنائها من المدرسة الثانوية ووفاة موراي، تتطور عدة قصص تؤدي إلى استمرار الأطفال في العيش هناك بينما ينتقل بوب بعد نشوب حريق في شقته. يتأخر آدم في الالتحاق بجامعة نيويورك لمساعدة والدته المكتئبة ويحصل على وظيفة مساعد شخصي في طاقم فيلم ديفيد هاسلهوف، قبل أن ينتقل إلى مقهى تقليدي يديره زملاء سابقون من المدرسة الثانوية، جوني أتكينز وكارلا مان، حيث يبدأ علاقة مع النادلة كارمن. يجد باري نفسه بلا مكان للإقامة أثناء دراسته في كلية الطب ويضطر لمشاركة غرفة نوم مع آدم، بينما يحول أيريكا وجيوف غرفته القديمة إلى غرفة لطفلهما الرضيع، لكن مع ترسيخ علاقته مع جوان، ينتقل الزوجان إلى منزل بوب المُصلَح ويتزوجان في وقت لاحق. تتخرج إيريكا من الكلية وتلد مورييل أليسون شوارتز وتظل في المنزل لتربيتها وتتردد في قرارها بالالتحاق بكلية القانون. تستمتع بيفرلي بدور "بابي" لمورييل وتواصل دورها كمشرفة كويكر في المدرسة الثانوية، حيث تبدأ في الشعور بمشاعر تجاه مستشار آدم السابق جو بيروت، لكنها في وقت لاحق تدرك أنهما ليسا على توافق.
ينتهي المسلسل بلقاء بيفرلي بحبيبها القديم من المدرسة الثانوية، ثم احتفال إيريكا وجيوف بعيد ميلاد ابنتهما الأول، واحتفال باري وجوان بزواجهما غير المتوقع، وآدم وصديقته كارمن يحاولان معرفة ما الذي ينتظرهما في المستقبل.

## طاقم العمل

### فريق التمثيل الرئيسي
يضم فريق التمثيل الرئيسي:
- ويندي ماكليندون كوفي في دور بيفرلي غولدبرغ
- شون جيامبروني في دور آدم جولدبيرج
- تروي جنتيل في دور باري غولدبرغ
- سام ليرنر في دور جيف شوارتز